# Llevat de cervesa
El llevat de cervesa (Saccharomyces cerevisiae) és una espècie de fong ascomicot de l'ordre dels sacaromicetals (Saccharomycetales). Com tots els llevats del gènere Saccharomyces, és capaç de produir etanol i diòxid de carboni en condicions anaeròbiques mitjançant fermentació alcohòlica. Saccharomyces cerevisiae es reprodueix per gemmació.
Els llevats del gènere Saccharomyces i, en especial, els de l'espècie Saccharomyces cerevisiae són molt importants industrialment arran del seu ús (actual i tradicional) per a la producció de cervesa, pa, vi i altres aliments. En el pa, S. cerevisiae és responsable de la seva esponjositat, mentre que en la cervesa i el vi és responsable del contingut alcohòlic. En el camp de la investigació, S. cerevisiae és un organisme model i, precisament per això, és un dels principals llevats emprats en la investigació biotecnològica avui dia.
Es creu que aquest llevat fou originàriament aïllat de la pell de raïm (hom troba aquest llevat com a component de la fina capa blanca a la pell d'algunes fruites fosques com les prunes; es troba entre la cera de la cutícula).
Aquest llevat, per altra banda, és un dels models d'organisme eucariòtic més intensivament estudiats en biologia molecular i cel·lular, fins i tot més que Escherichia coli (en aquest cas com a model d'organisme procariota). Aquest organisme es troba darrere de la majoria de fermentacions comunes. Les cèl·lules de Saccharomyces cerevisiae poden prendre formes tant circulars com ovals, d'uns 5-10 micròmetres de diàmetre. La reproducció d'aquest microorganisme és principalment asexual i té lloc mitjançant un procés de divisió anomenat gemmació.
Aquest organisme ha estat molt útil a l'hora d'estudiar el cicle cel·lular, ja que es tracta d'un llevat fàcil de cultivar i, en ser un organisme eucariota, comparteix el complex de l'estructura interna cel·lular de plantes i animals. Prova de la utilitat d'aquest organisme en el món científic és que S. cerevisiae va ser el primer organisme eucariota el genoma del qual va ser completament seqüenciat. A la base de dades de genomes de llevat es troba altament representat i encara actualment és una eina molt important per al desenvolupament del coneixement bàsic sobre la funció i l'organització de la genètica i fisiologia de les cèl·lules eucariotes.
El genoma de S. cerevisiae està compost de 13·10⁶ parells de bases i 6.275 gens, tot i que es creu que només prop d'uns 5.800 actuen com a veritables gens funcionals. S'ha estimat que aquest llevat comparteix un 23 per cent dels gens amb l'espècie humana.
Saccharomyces deriva del grec, que significa «floridura del sucre», mentre que cerevisiae prové del llatí, i significa «relatiu o pertanyent a la cervesa».
Aquesta espècie és també una font principal de llevat nutricional i dels extractes del llevat, emprats sovint com a complement vitamínic.

## Creixement
La temperatura òptima de creixement inicial del Saccharomyces cerevisiae es troba entre els 30 i 35 °C i la temperatura màxima entre els 37,5 i 39,8 °C, depenent de la soca. Tanmateix, a mesura que el llevat fermenta i augmenta la concentració d'etanol, es torna més termosensible i aquests valors disminueixen considerablement. Com a conseqüència, la fermentació pot alentir-se, i aturar-se, fins i tot, el llevat pot morir. En una concentració de 6% d'etanol, la temperatura òptima i màxima es troben al voltant de 25 i 33 °C, respectivament. Alguns vins que fermenten a 30 °C o més poden acabar amb la fermentació (i el llevat) a concentracions més baixes d'etanol que vins fermentats a temperatures inferiors.
En l'elaboració de vins negres, s'empren temperatures altes (entre 25 i 35 °C) i generalment sense refrigerar, en canvi, en els vins blancs s'usen temperatures més baixes i controlades (entre 15 i 20 °C).
Pel que fa al pH, un estudi indica que no varia significativament entre valors 3 i 4, tot i que altres estudis indiquen que es produeix una menor taxa de creixement i fermentació a 3,0 en comparació amb 3,5, i una disminució dels valors 4,7 a 2,2. Altes concentracions de sucres com la glucosa i fructosa també redueixen el creixement del llevat.

## Interès industrial deSaccharomyces cerevisiae
El llevat Saccharomyces cerevisiae és important en la indústria alimentària, ja que s'encarrega de la producció d'etanol, probiòtics i productes fermentats com el vi o la cervesa, o derivats com el vinagre entre d'altres. A més, també destaca per la seva capacitat de degradar matèries primeres o restes orgàniques.

### Producció de begudes alcohòliques
El consum de sucres com ara glucosa, fructosa, sacarosa o maltosa per part del llevat allibera diòxid de carboni i alcohol etílic, altrament anomenat etanol. Aquest últim compost és el que es troba en de les begudes alcohòliques. Alguns dels productes alimentaris alcohòlics destacats per la participació de Saccharomyces cerevisiae són el vi, la cervesa i la sidra.

#### Cervesa
La cervesa és una beguda alcohòlica obtinguda a partir de la fermentació de malt, blat de moro i altres cereals dissolts en aigua. La cervesa és alhora la beguda més antiga i més consumida que es coneix. Malgrat que originalment s'obtenia a partir de Saccharomyces cerevisiae, l'espècie del mateix gènere S. carlbergensis l'ha anat substituint. La seva addició en el procés de producció de la cervesa es fa posteriorment al refredament del most, al qual estarà fermentant al llarg d'entre 5 i 12 dies segons el tipus de fermentació que es vulgui dur a terme. La temperatura a la qual es duu a terme aquesta fermentació es manté entre 5 i 15 °C, també segons el tipus de fermentació que es vulgui realitzar.